# Eublemma loxotoma
Eublemma loxotoma är en fjärilsart som beskrevs av Turner 1909. Eublemma loxotoma ingår i släktet Eublemma och familjen nattflyn. Inga underarter finns listade i Catalogue of Life.